# Route nationale 16b
La route nationale 16b (RN 16b o N 16b) è stata una strada nazionale francese del dipartimento del Nord che partiva da Coudekerque-Branche e terminava a Malo-les-Bains. Rappresentava un collegamento tra la RN16 (declassata a D916) e la N40, poi N1 (oggi D601). Nel 1972 venne completamente declassata, perlopiù a D916b, fatta eccezione per un breve tratto oltre l'allora nuova RN335, ridenominata D635.